# دالبوک دل
دالبوک دل (به بلغاری: Dalbok Dol) روستایی در بلغارستان است که در شهرستان ترویان واقع شده‌است.